# Josef Schindler (Moraltheologe)
Josef Schindler (* 25. Februar 1854 in Motzdorf; † 19. Mai 1900 in Bad Wörishofen) war ein österreichischer römisch-katholischer Geistlicher und Moraltheologe.

## Leben
Von 1873 bis 1877 studierte er Theologie am bischöflichen Seminar in Leitmeritz und an der Karls-Universität (Dr. theol.). Nach seiner Priesterweihe (1877) war er Kaplan in Tetschen. Er wurde 1886 Professor am Seminar in Leitmeritz und lehrte dort zunächst Moraltheologie und später Bibelwissenschaft.

## Schriften (Auswahl)
- St. Joseph dargestellt nach der Heiligen Schrift. Akademische Vorträge. Freiburg im Breisgau 1893, OCLC 730183861.